# Ray Clarke
Ray Clarke (ur. 25 września 1952 w Hackney) – angielski piłkarz występujący na pozycji napastnika, obecnie skaut.

## Kariera
Wychowanek Tottenhamu Hotspur, występował także w angielskich Swindon Town, Mansfield Town, Brighton i Newcastle United, holenderskich Sparta Rotterdam i AFC Ajax oraz belgijskim Club Brugge. Karierę zakończył w wieku 29 lat z powodu kontuzji.
Po zakończeniu kariery piłkarskiej został łowcą talentów, obejmując funkcję szefa międzynarodowego skautingu w szkockim Celtiku, który to klub opuścił w czerwcu 2009 roku. Dwa miesiące później został zarządcą skautingu angielsiego Portsmouth. Następnie do września 2010 roku pracował jako łowca talentów dla angielskiego Middlesbrough, gdzie ponownie spotkał się z poznanym w Celtiku Gordonem Strachanem. 7 września 2012 roku Clark został mianowany głównym skautem angielskiego Blackburn Rovers.